# Problemas y teoremas en análisis
Problemas y teoremas de análisis (en alemán:  Aufgaben und Lehrsätze aus der Analysis)) es un libro de problemas de análisis matemático de dos volúmenes escrito por George Pólya y Gábor Szegő. Fueron publicados en 1925, los dos volúmenes se titulan (I) Serie. Cálculo Integral. Teoría de funciones. ; y (II) Teoría de Funciones. Ceros. Polinomios. Determinantes. Teoría de números. Geometría.
Los volúmenes son muy valorados por la calidad de sus problemas y su método de organización, no por tema sino por método de solución, con el foco puesto en cultivar las habilidades de resolución de problemas de los estudiantes. Cada volumen contiene problemas al principio y soluciones (breves) al final. Como han dicho dos autores, "existe un consenso general entre los matemáticos de que Pólya-Szegő, en dos volúmenes, es el libro de problemas mejor escrito y más útil en la historia de las matemáticas". : 59 

## Trasfondo

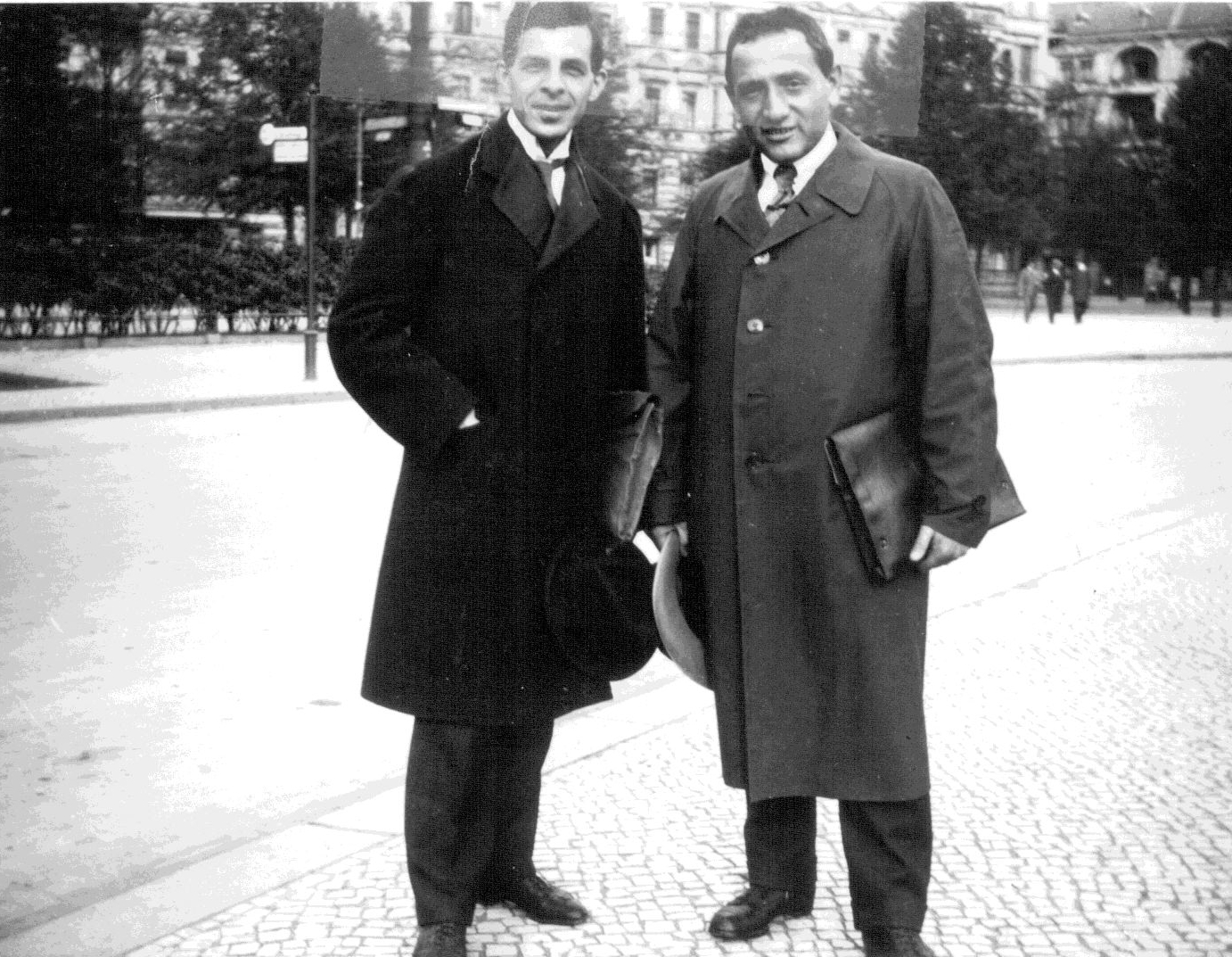
Szegő (izquierda) y Polya (derecha) en Berlín, 1925, entregando el manuscrito original de Problemas y teoremas a Springer.

Fue Pólya quien primero tuvo la idea de un libro completo de problemas de análisis, pero se dio cuenta de que no sería capaz de completarlo solo. Decidió escribirlo con Szegő, que había sido amigo de Pólya desde 1913, cuando ambos se conocieron en Budapest (en ese momento, Szegő tenía solo 17 años, mientras que Pólya era un investigador postdoctoral de 25). La carrera temprana de Szegő estuvo entrelazada con la de Pólya; sus dos primeros artículos trataban sobre problemas planteados por Pólya. : 562  : 54  : 11 Sin embargo, Pólya creía que sus áreas de especialización eran suficientemente diferentes como para que la colaboración resultara fructífera. : 562 Pólya y Szegő firmaron el contrato con Springer-Verlag para el libro en 1923 y se publicó en 1925.  Pólya escribió más tarde sobre el período en el que escribieron el libro:

Fue una época maravillosa, trabajamos con entusiasmo y concentración. Teníamos antecedentes similares. Ambos estábamos influidos, como todos los demás matemáticos húngaros jóvenes de aquella época, por Leopold Fejér. Ambos éramos lectores de la misma revista húngara de matemáticas, muy bien dirigida, para estudiantes de secundaria, que hacía hincapié en la resolución de problemas. Nos interesaban los mismos tipos de preguntas, los mismos temas, pero uno de nosotros sabía más sobre un tema y el otro más sobre otro. Fue una buena colaboración. El libro Aufgaben und Lehrsatze aus der Analysis, fruto de nuestra cooperación, es mi mejor trabajo y también el mejor trabajo de Gábor Szegő..: 11 

Escribir problemas y teoremas fue una experiencia intensa para ambos jóvenes matemáticos. Pólya era profesor en Zurich y Szegő era Privatdozent en Berlín, por lo que ambos tenían cargas de trabajo independientes. La esposa de Pólya temía que sufriera una crisis nerviosa. : 60 Ambos también estaban amenazados por el aumento del antisemitismo en Europa Central (Pólya y Szegő eran judíos húngaros). Las dificultades financieras, sumadas al pesimismo sobre su nombramiento en una universidad alemana, convencieron a Pólya a mudarse a Inglaterra en 1925. : 61–63  : 23 Szegő tardó más tiempo en huir y no abandonó Alemania hasta 1934, cuando Pólya y Harald Bohr lo convencieron para que aceptara un puesto en la Universidad de Washington. Para entonces, los nazis ya habían comenzado a purgar a los profesores judíos de las universidades alemanas.  Szegő y Pólya (que colaboraron poco después del libro de problemas) se reencontraron en Estados Unidos en la década de 1950, en el departamento de matemáticas de la Universidad de Stanford. : 62 

## Contenido
Aunque el título del libro se refiere únicamente al análisis, en él se abordan una amplia gama de problemas. Comienza en la combinatoria y rápidamente se ramifica desde el análisis matemático a la teoría de números, la geometría, el álgebra lineal e incluso algo de física .  : 23–24 Los temas específicos tratados dan testimonio de los intereses especiales de Pólya ( la regla de los signos de Descartes, el teorema de enumeración de Pólya ), Szegö (polinomios, polinomios trigonométricos y su propio trabajo en polinomios ortogonales ) y, a veces, ambos (los ceros de los polinomios y las funciones analíticas, el análisis complejo en general).  : 25–27 Muchos de los problemas del libro no son nuevos y sus soluciones incluyen referencias a sus fuentes originales. : xii–xiii, xvii–xviii La sección sobre geometría (IX) contiene muchos problemas aportados por Loewner (en geometría diferencial ) y Hirsch (en geometría algebraica ).  : 27 
El libro era único en su momento debido a su organización, menos por tema y más por método de solución, organizado de manera de desarrollar las habilidades de resolución de problemas de los estudiantes. El prefacio del libro contiene algunas observaciones sobre la resolución de problemas generales y la heurística matemática que anticipan los trabajos posteriores de Pólya sobre ese tema ( Matemáticas y razonamiento plausible, Cómo resolverlo ).  : 23–24 La pareja realizó sesiones prácticas en las que se plantearon los problemas a los estudiantes universitarios y se trabajaron en clase (algunos de los problemas representativos fueron resueltos por el profesor y los problemas más difíciles se dejaron como tarea). Revisaron partes del libro a un ritmo de aproximadamente un capítulo por semestre. : xi–xii 

## Recepción
Richard Askey y Paul Nevai escribieron sobre el libro que "hay un consenso general entre los matemáticos de que Pólya-Szegő, de dos volúmenes, es el libro de problemas mejor escrito y más útil en la historia de las matemáticas". : 59 El libro ha tenido sus admiradores. Varios matemáticos eminentes ( Bernays, Courant, Fejér, E. Landau, F. Riesz, Toeplitz ) habían leído las pruebas de imprenta mientras la obra estaba en prensa  : xii–xiii Y sus primeros críticos (F. Riesz nuevamente, Knopp, Tamarkin ) no fueron mucho menos impresionantes, todos efusivos en sus elogios. : 58–60 La cuidadosa pedagogía significó que los estudiantes de posgrado pudieron aprender a analizar únicamente problemas y teoremas. : 58 En cierta ocasión, Paul Erdős se acercó a un joven matemático con un problema tomado del volumen II y le anunció: "Le daré 10 dólares a China si puede resolver este problema en diez minutos".  : 27 
En 1937-38 se publicó una traducción rusa. Se publicó una traducción al inglés entre 1972 y 1976.  : 23 